# Elatostema lauterbachii
Elatostema lauterbachii är en nässelväxtart som beskrevs av H. Winkl.. Elatostema lauterbachii ingår i släktet Elatostema och familjen nässelväxter. Inga underarter finns listade i Catalogue of Life.